# 佐藤光三
佐藤 光三（さとう こうぞう、1960年 - ）は、日本の工学者、東京大学教授。専門は地球・資源システム工学。
1978年、ラ・サール高等学校卒業。1982年、東京大学工学部資源開発工学科卒業。1987年、スタンフォード大学地球科学部石油工学科修士課程、1992年同大学地球科学部石油工学科博士課程。
1982年～1999年まで帝国石油株式会社に勤務し、2003年から東京大学地球システム工学専攻教授。